# Michael T. Read
Michael T. (Mike) Read (1978) è un astronomo statunitense.
Read è un astronomo che lavora presso lo Spacewatch con diverse mansioni, come astronomo , come ingegnere , come webmaster dell'osservatorio .

## Carriera
Fin da quando era uno studente universitario ha progettato e costruito attrezzature elettroniche per l'osservatorio Spacewatch, contemporaneamente compiva osservazioni che lo hanno portato a scoprire nel 2005 ben tre comete, tutte periodiche: la 344P/Read (Read 1), la P/2005 T3 Read (Read 2) e la 238P/Read (Read 3), nel febbraio 2018 ha coscoperto la P/2018 C1 Lemmon-Read. Ha inoltre scoperto asteroidi come 393569 (2003 JC13) (un asteroide Apollo con una MOID molto piccola col pianeta Venere) , 82155 (2001 FZ173) (un oggetto transnettuniano di circa 250 km di diametro), 434431 (2005 NC7) (un asteroide areosecante con orbita cometaria), 2005 SY25 (un altro asteroide areosecante), 308607 (2005 WY3) (un centauro di circa 10 km di diametro) e 2009 SR143 : la scoperta di questi asteroidi come molti altri sono attribuiti, come di prassi, cumulativamente al team dell'osservatorio Spacewatch.

## Riconoscimenti
Gli è stato dedicato un asteroide, 10789 Mikeread .